# Втори драмски конгрес на ВМОРО (1907)
Вторият драмски конгрес на ВМОРО се състои през октомври 1907 година.
Негови делегати са Алфонс, Арон, Божуров, Ботю, Габеров, Карин, Краварев, Мисиров, Найденов, Пит, Райков, Секито, Скрижовски, Смирненски, Согласни и Страшимиров.
В ръководството на околийския комитет влизат Яне Богатинов - председател, Георги Пандев - касиер и Георги Фотев - член. Богатинов и Фотев са определени за делегати на предстоящ серски конгрес.
Няколко дни след конгреса околийският войвода Михаил Даев е убит по нареждане на Яне Сандански, ръководител на Серския революционен окръг.